# Lirey
Lirey település Franciaországban, Aube megyében. Lakosainak száma 115 fő (2022. január 1.). Lirey Javernant, Longeville-sur-Mogne, Machy, Saint-Jean-de-Bonneval és Villery községekkel határos.

## Népesség
A település népessége az elmúlt években az alábbi módon változott:
| Lakosok száma | 77   | 65   | 93   | 89   | 112  | 108  | 104  | 99   | 104  | 115  |
|               | 1968 | 1982 | 1990 | 2006 | 2013 | 2015 | 2017 | 2019 | 2020 | 2022 |